# Ліньярес (футбольний клуб)
«Ліньярес» (порт. Linhares) — бразильський футбольний клуб, який базується в місті Ліньярес, штат Еспіриту-Санту. Заснований 16 серпня 2001 року.